# NGC 4221
NGC 4221 (również PGC 39266 lub UGC 7288) – galaktyka soczewkowata (SB0), znajdująca się w gwiazdozbiorze Smoka. Odkrył ją John Herschel 3 kwietnia 1832 roku.